# Tunø
Tunø est une île du Danemark situé à l'est du Jutland.